# NGC 3254
NGC 3254 é uma galáxia espiral (Sbc) localizada na direcção da constelação de Leo Minor. Possui uma declinação de +29° 29' 32" e uma ascensão recta de 10 horas, 29 minutos e 19,9 segundos.
A galáxia NGC 3254 foi descoberta em 13 de Março de 1785 por William Herschel.